# Siegfried Zimmer (Politiker)
Siegfried Zimmer (* 13. September 1930 in Plauen, Vogtland; † 16. Januar 2009 in Halle (Saale)) war ein deutscher Politiker (CDU).
Siegfried Zimmer besuchte ein Gymnasium und legte das Abitur ab. Er studierte Politikwissenschaft und schloss als Diplom-Politiker ab. Er trat 1951 der CDU bei. Er arbeitete ab 1956 beim Berliner Senator für Inneres und ab 1962 beim Bezirksamt Steglitz. Bei der Berliner Wahl 1958 wurde Zimmer in die Bezirksverordnetenversammlung (BVV) im Bezirk Schöneberg gewählt. Bei der Wahl 1971 wurde er in das Abgeordnetenhaus von Berlin gewählt. Da Horst Scheiblich als Bezirksstadtrat für Gesundheitswesen in Schöneberg ausgeschieden war, übernahm Zimmer im Juni 1978 dieses Amt. Sein Nachrücker im Parlament wurde daraufhin Robert Wachs (1921–1989). 